# Polietere etere chetone
Il polietere etere chetone (PEEK) è un polimero termoplastico organico incolore della famiglia dei poliarileterchetoni (PAEK), utilizzati in applicazioni di ingegneria come tecnopolimero.

## Sintesi
I polimeri PEEK sono ottenuti per polimerizzazione a stadi per dialchilazione di sali bisfenolati. La reazione più comune è quella del 4,4'-difluorobenzofenone con il sale disodico dell'idrochinone, che è generato in situ per deprotonazione con carbonato di sodio. La reazione è condotta a circa 300 °C in solventi aprotici polari, come il DMSO o la DMF.

## Applicazioni
Per via della sua robustezza, per la quale infatti viene considerato un tecnopolimero, il PEEK viene utilizzato per fabbricare oggetti usati in applicazioni impegnative, tra cui i cuscinetti a sfera, parti di pistone, pompe, valvole, colonne HPLC, piastre a compressione, odontoiatria e nell'isolamento dei cavi. È una delle poche plastiche compatibili con applicazioni ad ultra-alto vuoto. Il PEEK è considerato un biomateriale avanzato usato in protesi mediche. Si sta trovando sempre più impiego in dispositivi di fusione spinali e ferri di armatura. È ampiamente utilizzato nel settore aerospaziale, automobilistico, e di processo chimico. Le proprietà meccaniche del PEEK ad elevate temperature lo ha portato ad essere utilizzato in almeno due varietà di estrusori Reprap come isolante termico. Questo significa che la principale struttura meccanica dell'estrusore può essere fatta dello stesso materiale che viene estruso, purché l'isolatore del PEEK impedisca al calore di allontanarsi oltre la zona di fusione prevista.

## Proprietà
| Proprietà meccaniche               | Proprietà meccaniche            |
| ---------------------------------- | ------------------------------- |
| Densità                            | 1320 kg/m³                      |
| Modulo di Young (E)                | 3.6 GPa                         |
| Carico di rottura (σt)             | 90-100 MPa                      |
| Allungamento a rottura             | 50%                             |
| notch test                         | 55 kJ/m²                        |
| Temperatura di transizione vetrosa | 143 °C                          |
| Conducibilità termica              | 0.25 W/m{\displaystyle \cdot }K |
| fonte:                             |                                 |

Il PEEK è un polimero termoplastico semicristallino con eccellenti proprietà meccaniche e chimiche di resistenza che vengono mantenute anche ad alte temperature. Le condizioni di lavorazione utilizzate per stampare il PEEK possono influenzare la cristallinità, e quindi le proprietà meccaniche. Il modulo di Young è 3.6 GPa e il carico di rottura, che non varia molto con il peso molecolare, da 90 a 100 MPa. Il PEEK ha una temperatura di transizione vetrosa di circa 143 °C e fonde a circa 343 °C. Alcune tipologie hanno una temperatura utile di funzionamento fino a 250 °C. La conduttività termica in funzione della temperatura aumenta quasi linearmente tra temperatura ambiente e temperatura di fusione. È altamente resistente alla degradazione termica e all'attacco chimico in ambiente organico e acquoso. Viene attaccato da alogeni e acidi forti di Brønsted e di Lewis così come da alcuni composti alogenati e idrocarburi alifatici a temperature elevate. È solubile in acido solforico concentrato a temperatura ambiente, anche se la dissoluzione può richiedere molto tempo a meno che il polimero non abbia una elevata area superficiale rispetto al volume come quando si trova in forma di polvere fine o film sottile. Presenta inoltre un'elevata resistenza alla biodegradazione.

## Varianti di processo
Il PEEK fonde a una temperatura relativamente elevata (343 °C) rispetto alla maggior parte degli altri termoplastici. Nel range della sua temperatura di fusione può essere lavorato con stampaggio ad iniezione o metodi di estrusione. Una società di San Francisco ha dimostrato per la prima volta la possibilità tecnica di lavorazione del PEEK in forma granulare in forma filamentosa e di stampa 3D dal materiale filamentoso utilizzando la tecnologia del Fused Deposition Modeling - FDM (fuso filamento o fabbricazione - FFF). Nel gennaio 2016 una startup tedesca, con sede a Karlsruhe, ha presentato un filamento PEEK per la produzione di dispositivi medici fino alla classe IIa. Con questo nuovo filamento, è stato possibile usare il metodo FFF per varie applicazioni mediche come quelle dentali.
Il PEEK allo stato solido è facilmente lavorabile, ad esempio, da fresatrici (CNC) e viene utilizzato comunemente per produrre parti in plastica di alta qualità che sono termostabili e termicamente ed elettricamente isolanti. Il PEEK è spesso considerato un prodotto lussuoso per l'ingegneria della plastica, anche perché il costo della materia prima è intorno ai 100 e più € al kg.

## PEEK a memoria di forma per applicazioni biomediche
Il PEEK non è tradizionalmente un polimero a memoria di forma; Tuttavia, i recenti progressi nel processo hanno portato il comportamento a memoria di forma nel PEEK tramite l'attivazione meccanica. Questa tecnologia ha ampliato le sue applicazioni in chirurgia ortopedica.